# Colegio Rural Agrupado

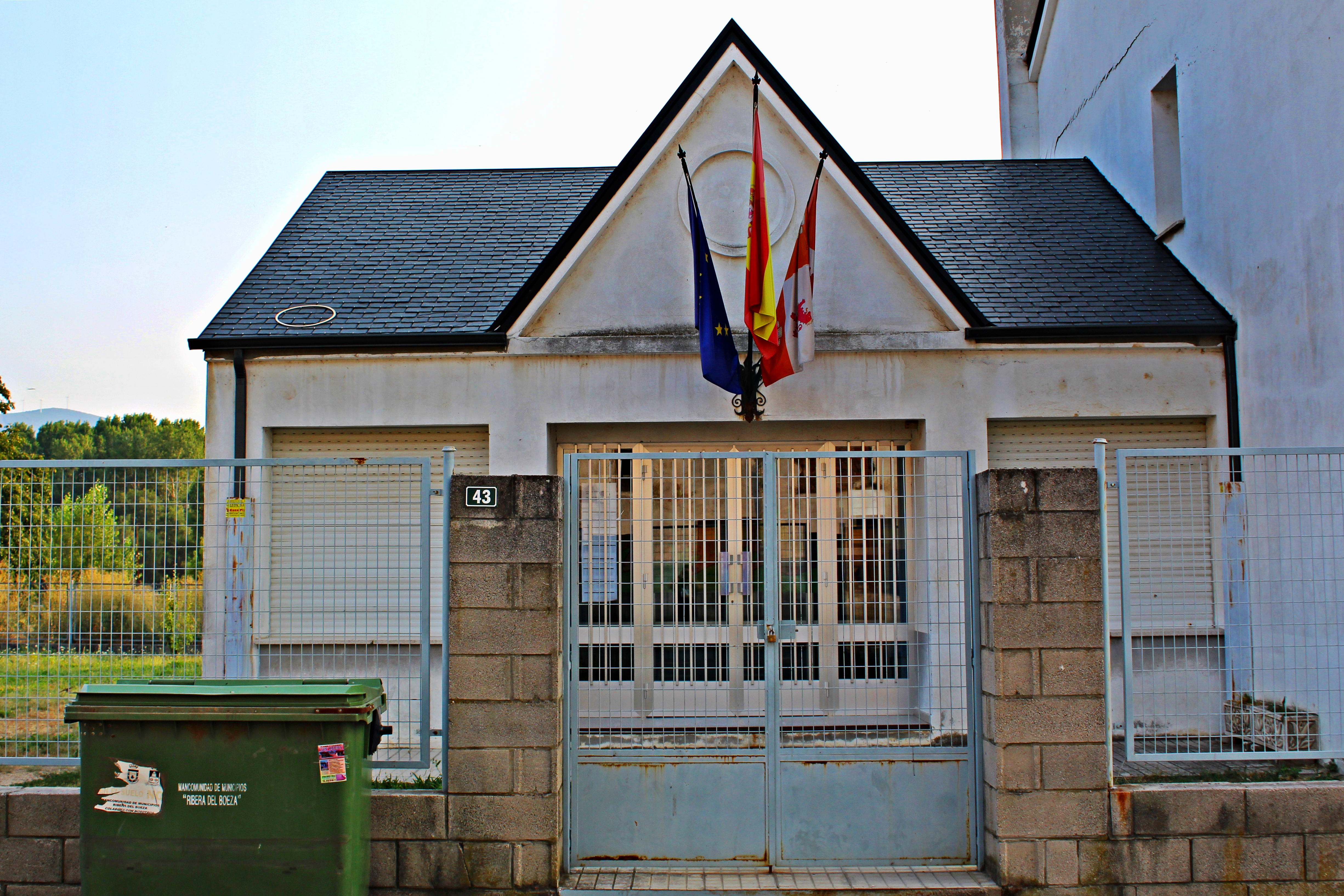
Centro Rural Agrupado El Redondal. San Román de Bembibre, El Bierzo. León, España

Un Colegio Rural Agrupado (CRA) es un centro educativo donde se imparten las áreas de Educación Infantil y Educación Primaria en el entorno rural de algunas comunidades autónomas de España. Podemos encontrarlas en: Aragón,  La Rioja,Principado de Asturias, Cantabria, Castilla y León, Castilla-La Mancha, Galicia, Comunidad de Madrid, Comunidad Valenciana o Extremadura. En Cataluña las escuelas rurales se agrupan en Zonas Escolares Rurales (ZER). En Andalucía las escuelas rurales se agrupan en Centros Públicos Rurales (CPR).

## Origen
El Ministerio de Educación de España elaboró el Real Decreto 2731/1986 de 24 de diciembre en el cual se recoge por primera vez la posibilidad de constituir Colegios Rurales Agrupados de Educación General Básica para crear una escuela rural más eficiente.

## Estructura
Dentro de la zona de influencia de un C.R.A. puede haber varias localidades con una única o varias unidades en las que puede encontrarse alumnos de educación infantil y primaria en una única aula o en otros casos el número de alumnos es suficiente para realizar diversas agrupaciones. Estas agrupaciones generan aulas heterogéneas con unas necesidades y dinámicas muy diferentes de las de los centros urbanos, por lo que deberán asumir metodologías distintas a las de los centros urbanos.
Normalmente el colegio que está en la localidad más importante de la comarca asume las tareas de gestión y administración del CRA. Existe una frase que describe perfectamente la particularidad de estos centros, la cual dice que “los pasillos entre las aulas son las carreteras entre los pueblos”.
Cada colegio rural tiene los profesores, tutores, jefes de estudio y todo el personal necesario. 
Cabe señalar también, que aunque físicamente las unidades de estos colegios están dispersas, siguen compartiendo todo o parte del material pedagógico, como puede ser libros, juguetes, etc. como si se tratase de un centro educativo normal.

## Objetivos
La creación de los C.R.A.s, Colegios Rurales Agrupados, persigue una serie de objetivos como por ejemplo:
- evitar el desarraigo del alumnado de su lugar de origen, suprimiendo además los desplazamientos de los alumnos al Centro,

- superar el aislamiento de los docentes realizándose reuniones quincenales o semanales de coordinación,

- favorecer la socialización del alumnado superando las carencias de interrelación y convivencia de los alumnos organizando jornadas de convivencia con los demás alumnos del C.R.A.

## Características
Feu i Gelis ha elaborado una relación de las características metodológicas y ventajas de la escolarización en C.R.A.s. En su análisis se apunta que:
- La escuela rural tiene pocos alumnos, lo que provoca que todos se conozcan, se ayuden y colaboren entre sí. Al ser pequeña y contar con pocos miembros, facilita la participación directa e intensiva de todos los miembros. Además, dentro del aula suele haber alumnos de diferentes edades. Este tipo de agrupamiento favorece la formación de grupos de trabajo heterogéneos y diversos, permitiendo crear grupos de trabajo flexible y motiva a los alumnos para trabajar con compañeros diferentes donde cada uno aporte algo distinto. El proceso de enseñanza-aprendizaje que tiene lugar en esta especie de micro-sociedad se basa en el respeto hacia las diferencias e intereses personales y grupales, en el compañerismo, el desarrollo de conductas éticas, además de favorecer un pensamiento divergente como forma de estructurar el conocimiento y un compromiso hacia las obligaciones contraídas a nivel grupal y personal.

- Los maestros pueden impartir una enseñanza individual pero solo durante un tiempo limitado favoreciendo en consecuencia una pedagogía activa, una metodología colaborativa entre alumnos y la participación activa de estos. Debido a esta limitación los mayores pueden ejercen, en ocasiones, de maestros de los alumnos más pequeños, haciéndoles sentirse responsables, con más autoestima, a la vez que refuerzan conceptos ya aprendidos. A este tipo de metodología cooperativa en la que un alumno ejerce de mediador entre el maestro y otro compañero que necesita ayuda se le conoce como tutoría entre iguales. De esta forma el alumno mediador desarrolla mecanismos de resolución de tareas y conflictos, además de un mayor conocimiento de sí mismo, una mayor autoestima y aprende habilidades sociales y de convivencia. Este alumno toma conciencia de las múltiples alternativas que existen para aprender.

- La escuela rural es una escuela con un sistema de enseñanza particular: la enseñanza circular o concéntrica. Los maestros de la escuela rural, cuando dan clase, generalmente lo hacen para los alumnos de un determinado nivel educativo. Pero en el aula rural hay alumnos de distintas edades/niveles, que pueden escuchar lo que el maestro explica a sus compañeros. De modo que los alumnos mayores, sobre todo los que van más retrasados, pueden repasar lo que ya se les había explicado durante el curso anterior y los alumnos más pequeños, sobre todo los más aventajados, pueden adelantar las materias que se les explicarán en cursos posteriores.

- Por otro lado la escuela rural favorece la experimentación educativa. Los maestros de este tipo de escuela se ven obligados a experimentar, a innovar en el aula ya que todo lo que han aprendido en sus estudios de Magisterio está orientado a la escuela urbana y aquí no tiene cabida.

- La escuela rural se dota de maestros "integrales" y polivalentes. Estos profesores deben tener una visión global de la educación y de los problemas de la escuela rural. Son polivalentes porque al estar casi solos en el Centro, tienen que hacer de todo un poco (orientadores, pedagogos, tutores…).

## Otros modelos de agrupación de escuelas rurales en España
Las agrupaciones en el ámbito de la Educación Rural existen en varias comunidades autónomas de España y se produjeron atendiendo a diferentes modelos y denominaciones:
- CPR: Centro Público Rural (Andalucía). La realidad organizativa de los CPR es prácticamente la misma que la de los CRA aunque bajo esta denominación.
- CRA: Colegio Rural Agrupado (Aragón, Asturias, Cantabria, Castilla-La Mancha, Castilla y León, Comunidad de Madrid, Comunidad Valenciana, Extremadura, Galicia, La Rioja, Navarra y Región de Murcia).
- ZER: Zona Escolar Rural (Cataluña).
- CER: Colectivos de Escuelas Rurales (Canarias).[3]